# Дети революции (фильм, 2010)
«Дети революции» (англ. Children of the Revolution) — документальный фильм ирландского режиссёра Шэйна О’Салливана, снятый в 2010 году.

## Сюжет
Вдохновленные студенческими протестами 1968 года, две женщины в Германии и Японии решают встать на путь мировой революции, одна как лидер Фракции Красной Армии, другая как лидер Японской Красной Армии. За что они боролись на самом деле?
Дочери Ульрики Майнхоф и Фусако Сигэнобу, Беттина Рёль и Мэй Сигэнобу, рассказывают о мотивах своих матерей и о том, почему те выбрали терроризм.

## Награды и номинации

### Номинации
- 2010 — Международный фестиваль документального кино в Амстердаме[1]